# Ariana Grande
Ariana Grande-Butera (n. 26 iunie 1993, Boca Raton, Florida, SUA), cunoscută profesional ca Ariana Grande, este o actriță, cântăreață și cantautoare americană.

## Biografie

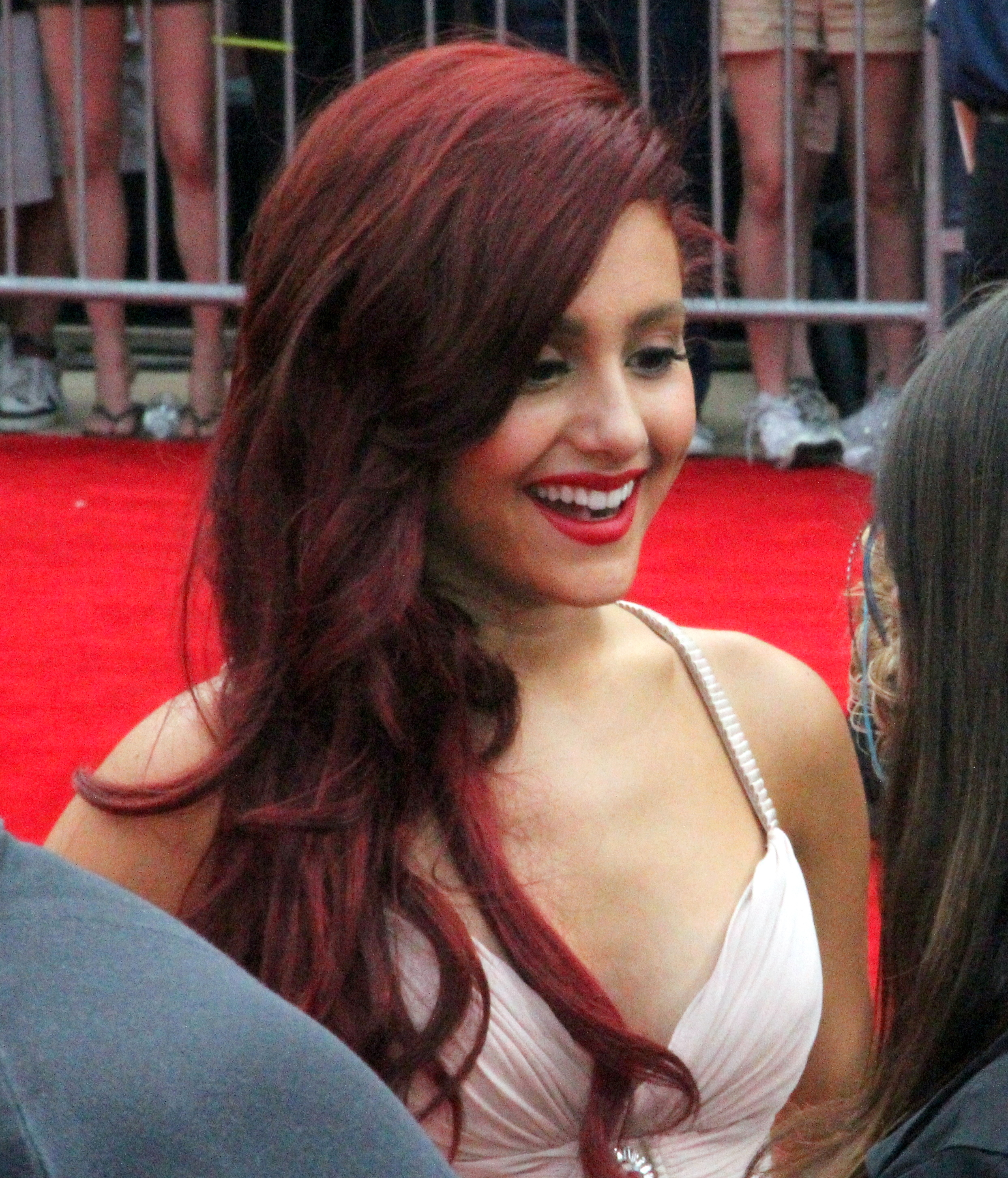
Ariana Grande în 2011

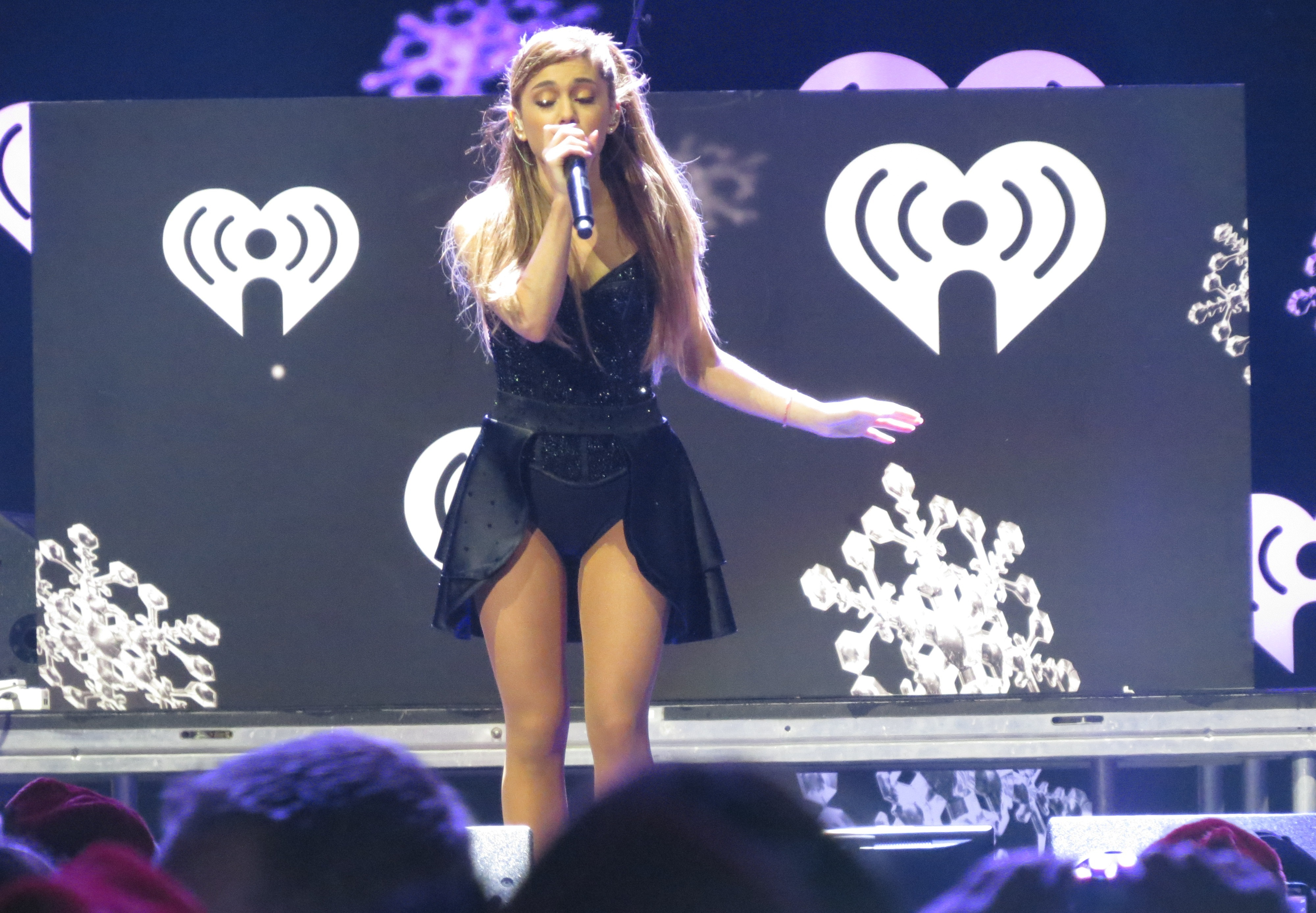
Ariana Grande în 2013

### Copilăria
Ariana Grande-Butera s-a născut și crescut în Boca Raton, Florida. Ea este fiica lui Joan Grande, CEO la Hose-McCann Communications, și a lui Edward Butera, un designer grafic. Fratele său mai mare, Frankie, este actor și dansator. Ariana este de origine italiană, "pe jumătate siciliană, pe jumătate abruzzesă".

### Carieră
Grande a debutat în actorie în 2008, jucând rolul lui Charlotte în musical-ul 13 la Broadway. Între 2010 și 2013, ea a jucat-o pe Cat Valentine în sitcomul de pe Nickelodeon - Victorious, iar mai târziu a primit un rol în Sam & Cat (2013-2014).
În martie 2013, Grande a atins un succes de mainstreams când piesa "The Way" de pe albumul său de debut Yours Truly (2013) a devenit un hit de top 10 în Billboard Hot 100 și a fost certificată cu dublă-platină de RIAA. Albumul a fost bine primit și a debutat pe numărul #1 în Billboard 200. Astfel Grande a devenit prima artistă feminină a cărei înregistrare de debut s-a clasat pe prima poziție, după Animal de Kesha în ianuarie 2010, și a 15-a artistă la general. În 2014 Ariana Grande a primit premiul Music Business Association în categoria ”Breakthrough Artist of the Year”, în semn de recunoaștere a performanței artistei pe durata anului 2013.
Al doilea album de studio al Arianei, My Everything (2014), a debutat pe locul 1 în SUA, fiind bine certificat în multe alte țări. Cu single-urile "Problem", "Break Free", "Bang Bang" și "Love Me Harder" albumul a fost timp de 34 de săptămâni consecutive în top 10 al Billboard Hot 100, fiind artistul din 2014 cu cele mai multe single-uri în top. În 2015, își promovează albumul cu primul ei turneu mondial, The Honeymoon Tour. În 2016 lansează cel de-al treilea album de studio, Dangerous Woman. Piesa de titlul albumului a debutat pe locul 10 în Billboard Hot 100. Albumul a debutat pe locul 2 în Billboard 200.

## Filmografie
| An      | Titlu               | Rol                       | Note                                  |
| ------- | ------------------- | ------------------------- | ------------------------------------- |
| 2009    | The Battery's Down  | Bat Mitzvah Riffer        | Episodul: "Bad Bad News"              |
| 2010–13 | Victorious          | Cat Valentine             | 56 episoade                           |
| 2011    | iCarly              | Cat Valentine             | Episodul: "iParty with Victorious"    |
| 2011–13 | Winx Club           | Princess Diaspro (voce)   | 13 episoade                           |
| 2013–14 | Sam & Cat           | Cat Valentine             | 35 de episoade                        |
| 2014    | Family Guy          | Italian Daughter (voce)   | Episodul: "Mom's the Word"            |
| 2014    | Saturday Night Live | Ea însăși (musical guest) | Episodul: "Chris Pratt/Ariana Grande" |
| 2015    | Scream Queens       | Katherine (Chanel 2)      | Episodul: "Pilot"                     |
| 2016    | Saturday Night Live | ea însăși (musical guest) |                                       |

| An   | Titlu                        | Rol              | Note               |
| ---- | ---------------------------- | ---------------- | ------------------ |
| 2011 | Snowflake, the White Gorilla | Snowflake (voce) | dublare în engleză |
| 2013 | Swindle                      | Amanda Benson    | Film TV            |
| 2015 | Underdogs                    | Laura (voce)     | dublare în engleză |
| 2016 | Zoolander 2                  | Latex BDSM       |                    |

## Scenă
| An   | Show                   | Rol        |
| ---- | ---------------------- | ---------- |
| 2008 | 13                     | Charlotte  |
| 2012 | Cuba Libre             | Miriam     |
| 2012 | A Snow White Christmas | Snow White |

## Discografie
- Yours Truly (2013)
- Christmas Kisses (2013)
- My Everything (2014)
- Christmas & Chill (2015)
- Dangerous Woman (2016)
- The Best (2017)
- Sweetener (2018)
- Thank U, Next (2019)
- Positions (2020)
- Eternal Sunshine (2024)

## Turnee
- The Listening Sessions (2013)
- The Honeymoon Tour (2015)
- Dangerous Woman Tour (2017)
- Promoțional
  - The Sweetener Sessions (2018)
- Sweetener World Tour (2019)
- Deschidere
  - Justin Bieber – Believe Tour (2013)

## Premii și nominalizări
| An   | Premiu                                    | Categorie                             | Recipient             | Rezultat     |
| ---- | ----------------------------------------- | ------------------------------------- | --------------------- | ------------ |
| 2008 | National Youth Theatre Association Awards | Best Actress                          | 13                    | Câștigat     |
| 2010 | Hollywood Teen TV Awards                  | Teen Pick Actress: Comedy             | Victorious            | Nominalizare |
| 2012 | Hollywood Teen TV Awards                  | Favorite Television Actress           | Victorious            | Câștigat     |
| 2013 | Billboard Mid-Year Music Awards           | Best Newcomer                         | Ariana Grande         | Câștigat     |
| 2013 | Teen Choice Awards                        | Best Love Song                        | "The Way"             | Nominalizare |
| 2013 | Teen Choice Awards                        | Best Breakout Artist                  | Ariana Grande         | Nominalizare |
| 2013 | Teen Choice Awards                        | Candies' Style Icon                   | Ariana Grande         | Nominalizare |
| 2013 | Teen Choice Awards                        | Summer Music Star: Female             | Ariana Grande         | Nominalizare |
| 2013 | MTV Europe Music Awards                   | Artist On The Rise                    | Ariana Grande         | Nominalizare |
| 2013 | American Music Awards                     | New Artist of The Year                | Ariana Grande         | Câștigat     |
| 2013 | Music Choice Awards                       | Best New Artist 2013                  | Ariana Grande         | Câștigat     |
| 2013 | Billboard Readers Poll Music Awards       | Billboard 200: Favorite #1 Album      | Yours Truly           | Nominalizare |
| 2013 | Billboard Readers Poll Music Awards       | Hottest Couple                        | Grande & Nathan Sykes | Nominalizare |
| 2013 | Billboard Readers Poll Music Awards       | Best Newcomer                         | Ariana Grande         | Câștigat     |
| 2013 | Capricho Awards                           | Best International New Artist         | Ariana Grande         | Câștigat     |
| 2013 | Capricho Awards                           | Best Duet                             | "The Way"             | Câștigat     |
| 2014 | People's Choice Awards                    | Favorite Breakout Artist              | Ariana Grande         | Câștigat     |
| 2014 | NAACP Image Award                         | Outstanding New Artist                | Ariana Grande         | Nominalizare |
| 2014 | World Music Awards                        | World's Best Song                     | "Baby I" & "The Way"  | Nominalizare |
| 2014 | World Music Awards                        | World's Best Video                    | "Baby I" & "The Way"  | Nominalizare |
| 2014 | World Music Awards                        | World's Best Female Artist            | Ariana Grande         | Nominalizare |
| 2014 | World Music Awards                        | World's Best Live Act                 | Ariana Grande         | Nominalizare |
| 2014 | World Music Awards                        | World's Best Entertainer              | Ariana Grande         | Nominalizare |
| 2014 | Kids' Choice Awards                       | Favorite TV Actress                   | Ariana Grande         | Câștigat     |
| 2014 | Kids' Choice Awards                       | Favorite TV Show                      | Sam & Cat             | Câștigat     |
| 2014 | Kids' Choice Awards                       | UK Favorite Fan Family                | Arianators            | Nominalizare |
| 2014 | Kids' Choice Awards                       | Aussie's Favorite Hottie              | Ariana Grande         | Nominalizare |
| 2014 | Kids' Choice Awards                       | Aussie's Fave Nick Show               | Sam & Cat             | Câștigat     |
| 2014 | Radio Disney Music Awards                 | Breakout Artist of the Year           | Ariana Grande         | Nominalizare |
| 2014 | Radio Disney Music Awards                 | Chart Topper                          | Ariana Grande         | Câștigat     |
| 2014 | Radio Disney Music Awards                 | Most Talked About Artist              | Ariana Grande         | Nominalizare |
| 2014 | MTV Video Music Awards Japan              | Best New Artist Video                 | "Baby I"              | Câștigat     |
| 2014 | Billboard Music Awards                    | Top New Artist                        | Ariana Grande         | Nominalizare |
| 2014 | iHeart Radio Music Awards                 | Best Fan Army                         | Arianators            | Nominalizare |
| 2014 | iHeart Radio Music Awards                 | Young Influencer                      | Ariana Grande         | Câștigat     |
| 2014 | NAARM-Music Business Association          | Breakthrough Artist of the Year Award | Ariana Grande         | Câștigat     |
| 2014 | BET Awards                                | Best New Artist                       | Ariana Grande         | Nominalizare |
| 2015 | American Music Awards                     | Best Female Artist Pop/Rock           | Ariana Grande         | Câștigat     |
| 2016 | Kids' Choice Awards                       | Favorite Female Artist                | Ariana Grande         | Câștigat     |
|      | iHeartRadio Music Awards                  | Best Fan Army                         | Arianators            | Nominalizare |